# ブライデン・トムソン
ブライデン・ジャック・トムソン（Bryden Jack Thomson, 1928年7月16日 - 1991年11月14日）は、イギリスの指揮者。スコットランドのサウス・エアーシャー、エア出身。

## 略歴
1977年から1985年まで、BBCノーザン・オーケストラやBBCウェールズ・ナショナル管弦楽団、アルスター管弦楽団などのイギリス国内有数のオーケストラを指揮した。短期間ロイヤル・スコティッシュ管弦楽団の首席指揮者を務めたことがある（ちなみに、同楽団の音楽監督を務めたスコットランド人の指揮者は、トムソンを含めても2人しかいない）。1984年から1987年までアイルランド国立交響楽団の首席指揮者を務めた。
トムソンはイギリス音楽の解釈で名を馳せた。シャンドスよりリリースされたレイフ・ヴォーン・ウィリアムズやアーノルド・バックスの交響曲全集は高く評価されており、バックスの交響詩の録音も良く知られている。最後の録音はカール・ニールセンの交響曲第4番「不滅」と第6番「素朴」であり、どちらの解釈も評論家から比類ないと評価された。
アイルランドのダブリンに客死した。蒐集した楽譜は、新進指揮者を支援するためのブライデン・トムソン財団に遺贈された。

## 註
- Aryeh Oron (2003年). “Bryden Thomson biography”.   Bach Cantatas Website. 2007年9月20日閲覧。
- “Speech by Martin Cullen TD on the launch of the Bryden Thomson Trust”.   Irish Government Department of Arts, Sport and Tourism. 2008年12月4日閲覧。